# Corugea, Tulcea
Corugea este un sat în comuna Casimcea din județul Tulcea, Dobrogea, România. Se află în partea de sud a județului,  în Podișul Casimcei.